# Lagosta-de-são-fidélis
Lagosta-de-são-fidélis (nome científico: Macrobrachium carcinus), também popularmente conhecido como pitu, camarão-grande, cavaleiro, cutipaca, lagosta, lagosta-d’água-doce, lagostim ou camarão-d'água-doce, é um camarão da família dos palemonídeos (Palaemonidae). É nativa de córregos, rios e riachos da Flórida ao sul do Brasil. É a maior espécie conhecida de camarão de água doce neotropical, crescendo até 30 centímetros de comprimento e pesando até 850 gramas, embora espécimes de até 50 centímetros tenham sido relatados. É uma espécie importante para a pesca comercial na região do São Francisco, tendo um papel importantíssimo na alimentação da população menos favorecida que habita os arredores dos rios e riachos. É onívoro, com uma dieta composta por moluscos, pequenos peixes, algas, serrapilheira e insetos. Tem um corpo bronzeado ou amarelo com listras marrons escuras. Suas quelas são extraordinariamente longas e finas, para facilitar a busca de alimentos em pequenas fendas, e podem ser de cor azul ou verde.

## Etimologia
Macrobrachium carcinus é um termo oriundo da língua grega, significando "crustáceo de grande braço", através da junção de makrós, á, ón (grande), brachíon, onos (braço) e karkínos, ou (crustáceo). É uma referência às suas grande pinças. Pitu é um termo oriundo da língua tupi, significando "casca escura". Camarão-d'água-doce é uma referência ao meio onde vive. Cutipaca, provavelmente uma alteração de potipaca, deriva do tupi po'tĩ ("camarão") com elemento final de difícil identificação.

## Conservação
A lagosta-de-são-fidélis é considerada como vulnerável na Lista Vermelha da União Internacional para a Conservação da Natureza (UICN / IUCN). No Brasil, em 2005, foi classificada como vulnerável na Lista de Espécies da Fauna Ameaçadas do Espírito Santo; em 2007, como vulnerável na Lista de espécies de flora e fauna ameaçadas de extinção do Estado do Pará; em 2011 como vulnerável na Lista das Espécies da Fauna Ameaçada de Extinção em Santa Catarina; em 2014, foi classificado como em perigo no Livro Vermelho da Fauna Ameaçada de Extinção no Estado de São Paulo; e em 2018, sob a rubrica de "dados insuficientes" na Lista Vermelha do Livro Vermelho da Fauna Brasileira Ameaçada de Extinção do Instituto Chico Mendes de Conservação da Biodiversidade (ICMBio) e vulnerável na Lista das Espécies da Fauna Ameaçadas de Extinção no Estado do Rio de Janeiro.